# Oleh Mikolajovics Selajev
Oleh Mikolajovics Selajev (ukrán betűkkel: Олег Миколайович Шелаєв; Luhanszk, 1976. november 5.) ukrán labdarúgó, jelenleg a Metaliszt Harkiv játékosa. Posztját tekintve védekező-középpályás.

## Pályafutása

### Klubcsapatokban
Pályafutása során több ukrán klubnál is megfordult és ezek a következők voltak: Zorja Luhanszk (1993–1996), Sahtar Doneck (1996–2000), Dnyipro Dnyipropetrovszk (1999), Metalurh Doneck (2000), Dnyipro Dnyipropetrovszk, ahol 2000 és 2008 között játszott és csapatkapitány is volt egyben. 2008 decemberében kölcsönben a Krivbasz Krivij Rih csapatához került, majd 2009 nyarától a Metaliszt Harkivhoz szerződött.

### Válogatottban
Az ukrán labdarúgó-válogatottban 2004 és 2007 között összesen 36 alkalommal lépett pályára és egy gól fűződik a nevéhez. Részt vett a 2006-os labdarúgó-világbajnokságon.

## Külső hivatkozások
- Játékosprofil
- Információk a national-football-teams.com honlapján